# Струсь Андрій Андрійович
Андрі́й Андрі́йович Стру́сь (1992—2014) — солдат 703-го інженерного полку Збройних сил України, учасник російсько-української війни.

## З життєпису
Народився 23 грудня 1992 року в місті Самбір Львівської області. Закінчив загальноосвітню школу № 9 міста Самбір, потім — Вишнянський коледж Львівського національного аграрного університету.
Під час Євромайдану з початку січня 2014-го — десятник 12-ї Самбірської сотні «Сильні духом».
З 30 травня 2014 року проходив військову службу за контрактом у 703-му інженерному полку Збройних Сил України.
З 29 липня 2014 року брав участь в антитерористичній операції на сході України.
Загинув 31 серпня 2014-го внаслідок підриву автомобіля під Маріуполем на невизначеному вибуховому пристрої, здетонували міни, які перевозили військовики. Тоді ж загинули підполковник Вадим Суский та ще четверо солдатів, четверо були поранені.
Похований у місті Самбір.

## Нагороди і вшанування
За особисту мужність і героїзм, виявлені у захисті державного суверенітету та територіальної цілісності України, вірність військовій присязі під час російсько-української війни
- нагороджений орденом «За мужність» III ступеня (26.2.2015, посмертно).
- На вшанування пам'яті Самбірській школі-інтернату присвоєне ім'я Андрія Струся.
- Його портрет розміщений на меморіалі «Стіна пам'яті полеглих за Україну» в Києві: секція 4, ряд 4, місце 11
- Вшановується 31 серпня на щоденному ранковому церемоніалі вшанування українських захисників, які загинули цього дня в різні роки внаслідок російської збройної агресії[1]
- Почесний громадянин міста Самбір (посмертно)